# Courchapon
Courchapon är en kommun i departementet Doubs i regionen Bourgogne-Franche-Comté i östra Frankrike. Kommunen ligger i kantonen Audeux som tillhör arrondissementet Besançon. År 2022 hade Courchapon 242 invånare.

## Befolkningsutveckling
Antalet invånare i kommunen Courchapon
Referens:INSEE